# Stella Rimington

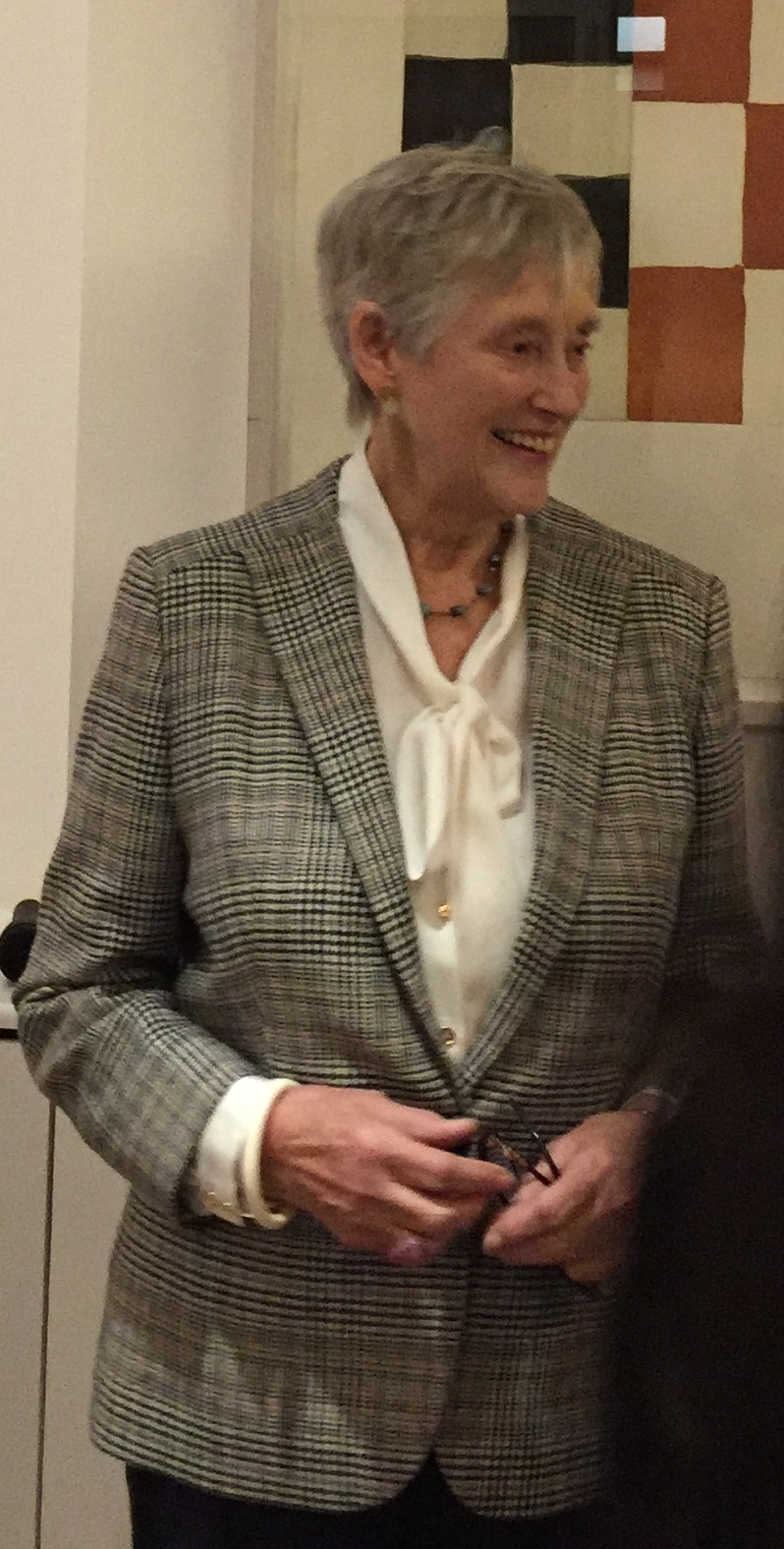
Stella Rimington, 2016

Dame Stella Rimington, DCB (* 13. Mai 1935 in London; † 3. August 2025) war eine britische Schriftstellerin und Direktorin des britischen Inlandsgeheimdienstes MI5.

## Leben und Beruf
Stella Rimington, geborene Stella Whitehouse, wurde im Süden Londons geboren. 1939 flüchtete die Familie wegen der deutschen Bombenangriffe nach Essex. Stella Rimington ging in Nottingham zur Schule, studierte Englische Literatur und Archivwesen in Edinburgh und Liverpool. 1963 heiratete sie John Rimington und zog 1965 mit ihm nach Indien, wo er im britischen Hochkommissariat in Delhi arbeitete und sie eine Arbeit als Sekretärin beim britischen Geheimdienst annahm. 1969 kehrte das Paar nach London zurück und machte beim Inlandsgeheimdienst Karriere. Stella Rimington arbeitete in drei Bereichen: Staatsgefährdung, Spionage und Terrorismus. Während sie dort in der Anti-Spionage-Abteilung tätig war, ereignete sich unter anderem 1978 der sogenannte Regenschirmmord.

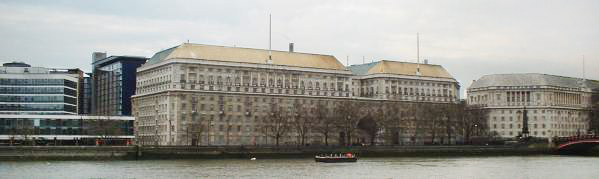
Seit 1994 hat der MI5 seinen Hauptsitz im Thames House in London (2004)

Anfang der 1980er-Jahre wurde sie Leiterin der Abteilung F2, die insbesondere für die Abwehr von IRA-Attentaten zuständig war. 1983 bekam ihre Abteilung die Aufgabe, die britischen Gewerkschaften zu unterwandern sowie die Abrüstungsbewegung auszuspionieren. 1992 wurde sie als erste Frau auf den Posten des Direktors des Inlandsgeheimdienstes MI5 berufen. Auch weltweit war sie die erste Frau an der Spitze eines Geheimdienstes. Während ihrer Amtszeit lagen die Hauptaufgaben des MI5 in der Spionageabwehr.
Seit ihrer Verabschiedung in den Ruhestand betätigte sie sich als Schriftstellerin und schrieb vor allem Thriller. 2001 erschien ihre Autobiografie Open Secret, die in England ein Bestseller wurde.
Anfang 2009 erregte sie öffentliche Aufmerksamkeit, als sie die allgemeine Anti-Terror-Strategie scharf kritisierte: „Wir leben in Angst und einem Polizeistaat. Genau das wollten die Terroristen erreichen.“ „Die Regierung schüchtert die Menschen ein, um Gesetze zu verabschieden, die ihre Freiheiten beschneiden.“ Die britische Regierung erklärte dazu, dass man weiterhin die Balance zwischen Überwachung und dem Respekt für die Privatsphäre der Bürger wahren wolle.
Stella Rimington hatte zwei Töchter und lebte seit 1984 getrennt von ihrem Mann. Sie ließen sich allerdings nie scheiden und lebten laut einem Interview mit Rimington aus dem Jahr 2022 wieder zusammen.

## Vorlage für Filmfigur
Rimington diente bereits kurz nach Übernahme der Leitung des MI5 als Vorlage für die Geheimdienstchefin „M“; eine Filmfigur in den James-Bond-Kinofilmen, die ab 1995 als Frau dargestellt wurde und als fiktive Leiterin des britischen Auslandsgeheimdienstes MI6 fungierte. James Bonds Chefin „M“ wurde ab 1995 von der britischen Theater- und Filmschauspielerin Judi Dench gespielt.
Dench nahm anfangs auch die reale Direktorin Stella Rimington als Vorbild für die schauspielerische Darstellung ihrer Rolle. Dies wurde dadurch ermöglicht, dass die britische Regierung Anfang der 1990er-Jahre erstmals in der Geschichte des Geheimdienstes auch den Namen des MI5-Direktors bekannt gab und es 1993 sogar zu einer Fotoveröffentlichung von Rimington an ihrem Arbeitsplatz kam.

## Buchveröffentlichungen (Auswahl)

### Autobiografie
- Open secret. The autobiography of the former Director-General of MI5. Hutchinson, London 2001, ISBN 0-09-943672-8. (englisch)

### Romane
- At risk. Nachdr., Arrow Books, London 2005, ISBN 0-09-946139-0. (englisch)
- Stille Gefahr. Dt. Erstausg., Diana-Verlag, München 2005, ISBN 3-453-35008-1. (dt. Übers.; engl. Originaltitel: At risk)
- Leiser Verrat. Dt. Erstausg., Diana-Verlag, München 2007, ISBN 3-453-43016-6. (dt. Übers.; engl. Originaltitel: Secret asset)
- Beutezug. Dt. Erstausg., Diana-Verlag, München 2009, ISBN 978-3-453-35266-7. (dt. Übers.; engl. Originaltitel: Illegal action)
- Angstpartie. Dt. Erstausg., Diana-Verlag, München 2010, ISBN 978-3-453-35461-6. (übersetzt v. Usch Pilz, OT: Dead Line)
- Present Danger. Quercus Publishing, London 2009, ISBN 978-1-84724-789-6 (noch nicht übersetzt).
- Rip Tide. Bloomsbury Publishing, London 2011, ISBN 978-1-4088-2139-8 (noch nicht übersetzt).
- The Geneva Trap. Bloomsbury Publishing, London 2012, ISBN 978-1-4088-3218-9 (noch nicht übersetzt).
- Close Call. Bloomsbury Publishing, London 2014, ISBN 978-1-4088-4104-4 (noch nicht übersetzt).